# St.-Georgs-Kapelle (Halle)
Die dem heiligen Georg geweihte St.-Georgs-Kapelle wurde 1998 in einem Kellergewölbe der Franckeschen Stiftungen in Halle (Saale) eingerichtet. Die im Haus 24 befindende Kapelle wird für Gottesdienste und Andachten genutzt. Die Kapelle ist zwar evangelisch-lutherisch geprägt, wurde aber auch schon von der Altkatholischen Gemeinde Halle genutzt.

## Lage
Die Kapelle befindet sich im Kellergewölbe des Hauses 24 der Franckeschen Stiftungen im Halle. Gegenüber von der Kapelle befindet sich die Orthodoxe Hauskirche zum Heiligen Kreuz. Zwischen den beiden Gotteshäusern befindet sich ein Taufstein, der für die Einigkeit zwischen den beiden Konfessionen steht.

## Name
Ihren Namen erhielt die Kapelle in Erinnerung an die ehemalige St.-Georgen-Gemeinde, die erste Gemeinde August Hermann Franckes im ehemaligen Glaucha. Der Name Georg steht für den Heiligen Georg, dem Drachentöter.

## Bau und Ausstattung
Die Kapelle ist barocken Ursprungs und ist mit einem beeindruckenden Kreuzgewölbe ausgestattet. Des Weiteren besitzt sie einen schlichten Altar, eine kleine Orgel und eine bewegbare Holzkanzel. In der Osterzeit brennt bei Gottesdiensten und Andachten eine Osterkerze. Den Schmuck des Altars organisiert das Evangelische Konvikt Halle. Die Kapelle bietet Platz für rund 50 Personen verfügt über keinerlei Schmuckstücke oder Bilder.

## Nutzung
Die Kapelle wird genutzt von/vom:
- Evangelischen Konvikt Halle (für Andacht und Gebetszeiten). Von Montag bis Freitag finden täglich öffentliche Andachten statt, welche vom Konvikt gestaltet werden.
- Theologische Fakultät Halle (für Seminargottesdienste)

Früher wurde die Kapelle auch für regelmäßige Andachten des Stiftungspfarrers der Franckeschen Stiftungen und für Evangelische Gottesdienste in englischer Sprache von der Marktgemeinde genutzt.
Des Weiteren wurde die Kapelle früher von der altkatholischen Gemeinde Halle genutzt. Diese existiert jedoch nicht mehr.